# Чехов, Иван Митрофанович
Чехов Иван Митрофанович (1920—1968) — лейтенант Рабоче-крестьянской Красной Армии, участник Великой Отечественной войны, Герой Советского Союза (1944).

## Биография
Иван Чехов родился 13 июня 1920 года в селе Подгорное (ныне — Россошанский район Воронежской области). Окончил семь классов школы, затем учился на курсах техников железнодорожного транспорта. В 1940 году Чехов был призван на службу в Рабоче-крестьянскую Красную Армию. С августа 1941 года — на фронтах Великой Отечественной войны.
К октябрю 1943 года ефрейтор Иван Чехов был начальником радиостанции роты связи 958-го стрелкового полка 299-й стрелковой дивизии 53-й армии Степного фронта. Отличился во время битвы за Днепр. 1 октября 1943 года Чехов в числе первых переправился через Днепр в районе села Чикаловка Кременчугского района Полтавской области Украинской ССР и проложил связь между плацдармом и командным пунктом полка. Лично участвовал в отражении немецких контратак.
Указом Президиума Верховного Совета СССР от 22 февраля 1944 года ефрейтор Иван Чехов был удостоен высокого звания Героя Советского Союза с вручением ордена Ленина и медали «Золотая Звезда».
После окончания войны в звании лейтенанта Чехов был уволен в запас. Проживал и работал в Курске. В 1956 году окончил совпартшколу. Скоропостижно скончался 18 июля 1968 года.
Был также награждён рядом медалей.